# One News
ONE News (рус. Уан Ньюс) — новостное подразделение новозеландской телекомпании TVNZ. ONE News ведёт прямые трансляции из студии в Окленде. Основным считается вечерний выпуск новостей в 18:00. Помимо этого новости One News выходят в эфир в полдень и поздним вечером. Кроме того, телезрителям предлагаются обзоры текущих событий в программах Breakfast и Seven Sharp.
По состоянию на август 2008 года вечерний выпуск новостей One News в 18:00 был самой рейтинговой телепередачей в Новой Зеландии. В июле 2008 года доля One News составляла 44 % от общего количества телезрителей (свыше 651 400 телезрителей ежедневно).
Главой информационного и новостного подразделения TVNZ News является Джон Гиллеспи (англ. John Gillespie).
Подразделение One News получало престижные награды Qantas Media с 2008 по 2011 годы в номинации Best News (рус. лучшие новости). В 2012 году One News получило награду Best Breaking News (рус. Лучшие последние новости).
По состоянию на апрель 2014 года у One News имелись в распоряжении корреспонденты в Новой Зеландии и за рубежом, а также имелись представительства в Австралии, Европе, США и Тихоокеанском регионе.

## История
Информационные выпуски новостей в Новой Зеландии начали выходить в эфир в 1960 году, с появлением в стране телевидения. Эти передачи транслировались из основных телецентров в Окленде, Веллингтоне, Крайстчерче и Данидине, независимо друг от друга в связи с техническими ограничениями. Кораблекрушение «Вахине» в апреле 1968 года показало необходимость в создании общенациональной информационной сети, так как в то время репортаж из Веллингтона не мог быть передан в эфир по всей стране одновременно.
К октябрю 1969 года такая сеть была построена. Прямой эфир стал возможен благодаря ретрансляторам и радиорелейной связи. Первая трансляция информационного выпуска в прямом эфире состоялась 3 ноября 1969 года в 19:35. Ведущим выпуска был Дугал Стивенсон (англ. Dougal Stevenson). Программа называлась NZBC Network News. Ведущими информационных выпусков работали поочерёдно Филип Шерри (англ. Philip Sherry), Дугал Стивенсон (англ. Dougal Stevenson) и Билл Тофт (англ. Bill Toft).
До постройки телецентра в Уоркуэрте в 1971 году, международные программы не могли приниматься в Новой Зеландии в прямом эфире — снятые на плёнку ролики должны были доставляться из Австралии в Новую Зеландию по воздуху, и часто теряли актуальность по прибытии.
В 1973 году Анжела Д’Одни (англ. Angela D’Audney) стала первой женщиной — ведущей информационного выпуска в Новой Зеландии. В 1975 году компания NZBC прекратила своё существование. Дикторы в программе NZBC Network News за это время несколько раз менялись. После этого информационный выпуск переименовали в простое News (с англ. — «новости»). В 1987 году формат основного информационного выпуска был обновлён. Передача была переименована в Network News, а её первыми ведущими стали Джуди Бейли и Нейл Биллингтон (англ. Neil Billington). Ричард Лонг и Тони Киприан (англ. Tony Ciprian) попеременно освещали спортивные события. В том же году Лонг стал соведущим Network News вместо Биллингтона, что положило начало сотрудничеству ведущих на протяжении следующих пятнадцати лет. Киприан перешёл на новый коммерческий канал TV3, первый государственный телеканал, освещавший спортивные события. Он проработал в 3 News около 20 лет.
С 1970-х годов в эфир выходили 4 региональных информационных выпуска — по одному в каждом из четырёх основных регионов: Top Half (Окленд) и северная часть Северного острова, Today Tonight (Веллингтон и южная часть Северного острова, и, первоначально, северная часть Южного острова), The Mainland Touch (Крайстчерч, Кентербери и позже северная часть Южного острова) и The South Tonight (Отаго и Саутленд). Первоначально эти программы выходили в эфир на 20 минут в ходе основного информационного блока в 19:00, между обзором спортивных событий и прогнозом погоды. В 1988 году передача Network News стала выходить в эфир в 18:00, а региональные новости — в 18:30. 11 апреля 1989 года TVNZ запустила вечернюю аналитическую программу Holmes, ведущим которой стал Пол Холмс. Holmes стала выходить в эфир в 18:30, а региональные новости перенесли на 17:45, до основного выпуска Network News, а в конце 1990 года и вовсе сняли с эфира.
В 1989 году появились первые зарубежные корреспонденты One News — Лиам Джеори (англ. Liam Jeory) в Лондоне и Сьюзан Вуд в Сиднее. Продолжительность будничного информационного выпуска в 18:30 снова была сокращена до 30 минут.
В том же 1989 году программа Network News была переименована в One Network News во избежание конкуренции с информационной программой 3 National News нового телеканала TV3. В 1995 году продолжительность информационного выпуска вновь была увеличена с 30 минут до 1 часа. Программа выходила в эфир в 18:00, а за ней в 19:00 шёл выпуск Holmes. Это изменение совпало с открытием новой студии, которая использовалась до 2003 года. 11 августа 1997 года в эфир вышли две новые телепередачи: Telstra Business с Майклом Уилсоном (англ. Michael Wilson) и Breakfast с Сьюзан Вуд и Майком Хоскингом.
В конце 1997 года ведущие новостей по выходным, Анжела Д’Одни и Том Бредли (англ. Tom Bradley), сменились семейной парой дикторов. Это были Саймон Даллоу и Элисон Мау. Бредли подал в отставку, а Д’Одни оставалась ведущей других выпусков новостей до конца своих дней и умерла в 2002 году.
В 1998 году TVNZ подписала контракт с ведущим 3 News, Джоном Хоксби, который должен был заменить Ричарда Лонга с 1999 года. Но когда Хоксби стал партнёром Джуди Бейли в вечернем выпуске One Network News, возник общественный протест по поводу разрыва партнёрства Бейли и Лонга, в результате чего Лонг был восстановлен в должности ведущего вечернего выпуска новостей тремя неделями позже. В связи с этим Хоксби подал в суд на TVNZ и выиграл дело.
31 декабря 1999 года программа вновь была переименована и получила своё нынешнее название, One News.
С назначением Билла Ралстона в 2003 году на пост главы информационной службы TVNZ форматы информационных и аналитических передач претерпели коренные изменения. Для One News была построена новая студия, но многие дикторы были уволены. Эти изменения положили конец 15-летнему партнёрству Лонга и Бейли. С января 2004 года основной информационный выпуск в 18:00 снова стал выходить в эфир с одним ведущим, Джуди Бейли. Джим Хики, популярный ведущий прогнозов погоды, а также спортивный комментатор Эйприл Брюс также покинули телеканал в 2003 году. В 2007 году Джим Хики вернулся в One News.
В ноябре 2004 года была запущена программа Close Up, когда Пол Холмс, ведущий программы Holmes подал в отставку после неудачных переговоров о продолжении контракта. Close Up имела тот же формат, что и Holmes, а её ведущей стала Сьюзан Вуд. В 2006 году Вуд внезапно уволилась, а её заменил Марк Сейнсбери.
В октябре 2005 года компания TVNZ заявила, что не будет продлевать контракт со своей старейшей и основной ведущей, Джуди Бейли. Возникла версия, что это была прямая реакция на снижение рейтинга передачи в Окленде по отношению к 3 News. Эмоциональная Бейли в знак протеста промолчала в эфире вместо того, чтобы попрощаться с телезрителями в конце информационного выпуска One News 23 декабря 2005 года. Она дольше всех остальных дикторов работала в TVNZ и вела выпуски новостей NZBC и TVNZ на протяжении 34 лет. Когда вечерний выпуск новостей вернулся на экраны после рождественских каникул в 2005—2006 годах, его снова стали вести два ведущих — Венди Петри и Саймон Даллоу.
Вечерний выпуск новостей по выходным вела одна Бернадин Оливер-Керби до сентября 2008 года, когда к ней присоединился популярный ведущий Питер Уильямс.
Пол Холмс вернулся на TVNZ как ведущий новой политической программы Q+A в 2009 году. Он вёл эту передачу до конца 2012 года, пока по состоянию здоровья не смог этого делать. Он умер 1 февраля 2013 года.
3 ноября 2009 года TVNZ отметила 40-ю годовщину One News, разместив некоторые из архивных информационных выпусков на своём сайте. Позже в том же году Дженни Гудвин, Дэвид Битсон (англ. David Beatson), Дугал Стивенсон (англ. Dougal Stevenson) и Линдсей Периго вернулись в программу Breakfast и читали по одному информационному бюллетеню каждый.
Субботний выпуск Breakfast выходил в эфир с 3 сентября 2011 года до конца 2012 года. Его вели Роудон Кристи и Тони Стрит.
23 января 2012 года TVNZ выпустила в эфир обновлённый набор информационных и аналитических передач. Он включал в себя такие программы, как:
- One News
- Breakfast
- Seven Sharp
- Te Karere
- Good Morning
- Q+A
- 20/20
- Marae Investigates
- Fair Go

В сентябре 2012 года было объявлено, что TVNZ снимет с эфира Close Up в конце 2012 года. Последний выпуск Close Up вышел 30 ноября 2012 года, а в начале 2013 года было объявлено, что его заменит шоу Seven Sharp. Первый выпуск этого шоу был снят 4 февраля 2013 года.
Saturday Breakfast (рус. субботний завтрак) и One News at 4:30 были упразднены в конце 2012 года.
С 2013 года Сьюзан Вуд стала вести передачу Q+A.
С 20 января 2014 года Бернадин Оливер-Керби вернулась в One News и присоединилась к Роудону и Берни.

## Выпуски новостей

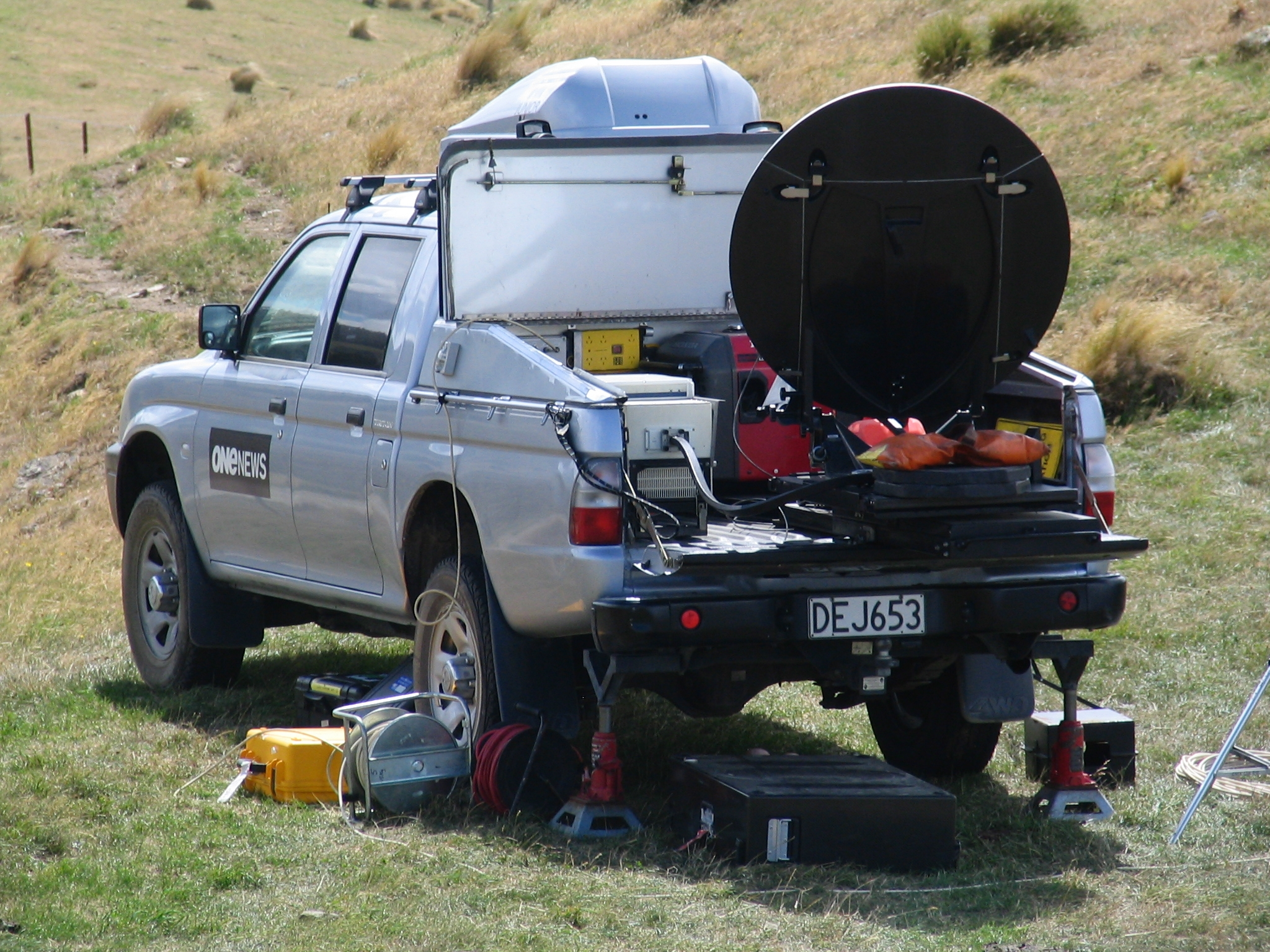
Ют One News во время лесного пожара в Маунт-Аллан (Mt Allan) в 2010 году

Основной выпуск One News выходит в эфир в 18:00. Ведущими этого информационного блока являются: Саймон Даллоу и Венди Петри по будням, Бернадин Оливер-Керби и Питер Уильямс по выходным. Ведущая блока новостей экономики — Надин Чалмерс-Росс (англ. Nadine Chalmers-Ross). Обозреватели спортивных событий — Дженни-Мей Коффин и Эндрю Савилль. Прогноз погоды ведёт Карен Олсен (англ. Karen Olsen) или Джим Хики.
Информационный выпуск обычно состоит из следующих разделов:
- Подготовительный
  - Перед выпуском новостей в эфир выходит прогноз погоды. В нём ведущий рассказывает о текущей ситуации, стоя перед картой Новой Зеландии, на которой изображается климатическая картина дня.
- Первый раздел (10—15 минут):
  - Местные новости.
  - Основные международные события.
- Второй раздел (8—10 минут):
  - Международные события.
  - Прогноз погоды. Сведения о максимальных температурах в городах Новой Зеландии с включением прямых трансляций с камер, установленных в шести основных городах.
- Третий раздел (5—8 минут):
  - Рыночная информация (только графики, без озвучки).
  - Экономические новости (если таковые имеются).
  - Разнообразные местные репортажи.
- Четвертый раздел (10—15 минут):
  - Обзор спортивных событий One Sport[англ.].
- Пятый раздел (5—8 минут):
  - Основной прогноз погоды.
  - Часто бывает сообщение об одном из необычных или курьёзных случаев.

По будням в течение дня в эфир выходит несколько выпусков One News, в том числе One News Breakfast с Питером Уильямсом с понедельника по среду и с Надин Чалмерс-Росс по четвергам и пятницам. Эти 5—10 минутные выпуски, включающие актуальный прогноз погоды, выходят в эфир в ходе утреннего шоу Breakfast (новости с 6:00 до 8:30, прогноз погоды с 6:35 до 8:35). Утренний прогноз погоды ведёт Сэм Уоллес (англ. Sam Wallace).
One News выпускает также два получасовых информационных блока, которые выходят в эфир в полдень и вечером, около 22:30. Полуденный выпуск называется One News at Midday и его ведут те же ведущие, что были утром, а вечерний выпуск, One News Tonight ведёт Грег Бойд с Рени Райт (англ. Renee Wright), представляющей прогноз погоды.

### Будни
- Основной выпуск в 18:00.
- Выпуски новостей каждые полчаса с 6:00 до 9:00, в полдень и в 22:30.

### Выходные
- Основной выпуск новостей в 18:00.

## Аналитические программы

### Seven Sharp
Основная статья: Seven Sharp
- Выходит по будням в 19:00.
- Ведущие: Джесси Маллиган (англ. Jesse Mulligan), Майк Хоскинг[англ.], Тони Стрит[англ.].
- Журналисты: Броди Кейн (англ. Brodie Kane), Крейг Стеневей (англ. Craig Stanaway), Мэтт Чисхолм (англ. Matt Chisholm), Гилл Хиггинс (англ. Gill Higgins), Хайдн Джонс (англ. Haydn Jones), Хизер Ду Плессис-Аллан (англ. Heather du Plessis-Allan), Майкл Холланд (англ. Michael Holland).

Seven Sharp — получасовая аналитическая программа, в которой освещаются в основном текущие события или сюжеты, связанные с местными персоналиями. По инициативе TVNZ передача стала выходить в 19:00 вместо Close Up с Марком Сейнсбери.

### Breakfast
Основная статья: Breakfast
- Выходит по будням с 6:00 до 9:00.
- Ведущие: Кристи Роудон[англ.] и Элисон Пью (англ. Alison Pugh).
- Новости: Питер Уильямс[англ.] (с понедельника по среду) и Мелисса Стокс (англ. Melissa Stokes) или Надин Чалмерс-Росс (англ. Nadine Chalmers-Ross, четверг — пятница).
- Прогноз погоды: Сэм Уоллес (англ. Sam Wallace).
- Новости экономики: Надин Чалмерс-Росс (англ. Nadine Chalmers-Ross)

Breakfast (рус. завтрак) — трёхчасовая информационно-аналитическая (информационно-развлекательная) программа, в которой освещаются текущие новости и события в Новой Зеландии. Новости, обзор спортивных событий и обзор погоды выходят в эфир каждые полчаса. Новости экономики выходят в эфир в 6:40, 7:10 и в 8:10 утра.
В декабре 2008 года программа Breakfast занимала лидирующие позиции в рейтинге информационно-аналитических программ Новой Зеландии, преобладая над своим соперником, программой Firstline канала TV3.
23 января 2012 года программа Breakfast, равно как и другие информационно-аналитические передачи TVNZ, стала выходить в эфир из обновлённой студии. Плазменные мониторы и световые эффекты составляют большую часть сценографии студии, что обеспечивает лёгкость переключения на программу Good Morning, которая выходит в эфир сразу после Breakfast, из той же студии. В январе 2012 года также произошло изменение формата программы Breakfast. Первые полчаса передачи являются более формальными, а ведущие находятся за столом с 6:00 до 6:30. Затем они перемещаются на диван или в кресла, где продолжают передачу в более неформальном стиле до 9:00. Формат передачи изменился в результате конкурентной борьбы с информационно-аналитической программой Firstline канала TV3, которая выходит в эфир в то же время и является более строгой и формальной.
В 2013 году формат передачи снова изменился. Были добавлены новые рубрики, а также произведены небольшие изменения в экранной графике и размещении ведущих.
Программа Breakfast стала лидером зрительских рейтингов во время прямых трансляций с Кубка Америки в Сан-Франциско. Около 1 млн телезрителей включали эту передачу по утрам и наблюдали за гонкой.

### Te Karere
Основная статья: Te Karere
- Выходит по будням в 16:00.
- Ведущий: Скотт Моррисон (англ. Scott Morrison)

Te Karere — получасовая информационная программа на языке маори. Прогноз погоды также транслируется на языке маори. Передачу смотрят около 50—80 тыс. телезрителей ежедневно.

### Q+A
Основная статья: Q+A
- Выходит по воскресеньям в 9:00 утра.
- Ведущий: Сьюзан Вуд[англ.]

Q+A (от англ. Questions+Answers, рус. вопросы и ответы) — часовое политическое ток-шоу, в котором берётся интервью у политика, попавшего в выпуск новостей на предыдущей неделе, и ведётся дискуссия о каком-либо остром политическом вопросе. Q+A выходит в эфир с марта 2009 года.
В 2009 году передача Q+A получила награду Qantas Media Awards в номинации «Лучшая информационно-аналитическая программа».

### 20/20
Основная статья: 20/20
Новостной департамент TVNZ также выпускает программу 20/20, представляющую собой журналистское расследование. Формат шоу идентичен аналогичному американскому шоу 20/20 телеканала ABC.
- Ведущий: Соня Уилсон (англ. Sonja Wilson).
- Журналисты: Эмма Килинг (англ. Emma Keeling), Эрин Конрой (англ. Erin Conroy), Ханна Окельфорд (англ. Hannah Ockelford).

Шоу выходит на телеканале TV2 телекомпании TVNZ и содержит сюжеты как о Новой Зеландии, так и о зарубежье (получаемые от партнёрских телеканалов в Австралии).
Съёмки 20/20 ведутся в той же студии, которая используется для остальных информационно-аналитических программ TVNZ, расположенной в телецентре TVNZ в Окленде.

## Упразднённые

### TVNZ News at 8иTVNZ News Now
Сняты с эфира в июле 2012 года, в результате закрытия канала TVNZ 7.

### Business
По состоянию на 2013 год была включена в передачу Breakfast.

### Close Up
Основная статья: Close Up
Заменена программой Seven Sharp в 2013 году.

### ONE News at 4.30pm
Снята с эфира в ноябре 2012 года.

### Saturday Breakfast
Основная статья: Saturday Breakfast
Снята с эфира в ноябре 2012 года.

## One News Special
Спецвыпуски новостей, One News Special часто выходят в эфир при наступлении неординарных или имеющих международный резонанс событий. Для освещения международных событий One News часто использует видеоматериал из других новостных источников. Спецвыпуски новостей выходили в эфир:
| Дата            | Событие                              |
| --------------- | ------------------------------------ |
| 4 сентября 2010 | Землетрясение в Кентербери           |
| 19 ноября 2010  | Инцидент в угольной шахте Пайк Ривер |
| 22 февраля 2011 | Землетрясение в Крайстчерче          |
| 11 марта 2011   | Землетрясение в Японии               |
| 30 октября 2012 | Ураган Сэнди                         |
| 21 июля 2013    | Землетрясение в Седдоне              |

Ежегодные спецвыпуски:
- Оглашение правительственного бюджета.
- Спецрепортажи The Year in Review (рус. обзор года), выходит в эфир в первое воскресенье года, с обзором ключевых событий предыдущего года.

## Ведущие

### One News at Midday
| Период    | Ведущие                                                         |
| --------- | --------------------------------------------------------------- |
| 1996–1997 | Сьюзан Вуд                                                      |
| 1997–2000 | Лиз Ганн (англ. Liz Gunn)                                       |
| 2000–2003 | Линда Кларк (англ. Linda Clark)                                 |
| 2003–2008 | Питер Уильямс                                                   |
| 2008–2010 | Питер Уильямс / Элисон Мау                                      |
| 2011–2012 | Питер Уильямс / Роудон Кристи                                   |
| 2012      | Питер Уильямс / Мелисса Стокс (англ. Melissa Stokes)            |
| 2013-     | Питер Уильямс / Надин Чалмерс-Росс (англ. Nadine Chalmers-Ross) |

### One News at 6

#### Будни
| Период            | Ведущие |
| ----------------- | --- |
| 1970-е—сер.1980-х | Билл Тофт (англ. Bill Toft), Том Бредли (англ. Tom Bradley), Филип Шерри (англ. Philip Sherry), Дженни Гудвин, Анжела Д’Одни (англ. Angela D’Audney), Дугал Стивенсон (англ. Dougal Stevenson) |
| 1987              | Нейл Биллингтон (англ. Neil Billington) и Джуди Бейли |
| 1987—2003         | Ричард Лонг и Джуди Бейли |
| 2004—2005         | Джуди Бейли |
| 2006—             | Саймон Даллоу и Венди Петри |

#### Выходные
| Период             | Ведущие                                                                |
| ------------------ | ---------------------------------------------------------------------- |
| ранние 1990-е—1997 | Том Бредли (англ. Tom Bradley) / Анжела Д’Одни (англ. Angela D’Audney) |
| 1997—1999          | Саймон Даллоу / Элисон Мау                                             |
| 1999               | Ричард Лонг / Лиз Ганн (англ. Liz Gunn), только три недели в феврале   |
| 1999—2003          | Саймон Даллоу / Элисон Мау                                             |
| 2003—2004          | Саймон Даллоу                                                          |
| 2004—2008          | Бернадин Оливер-Керби                                                  |
| 2008—              | Питер Уильямс / Бернадин Оливер-Керби                                  |

### One News Tonight
| Период    | Ведущие                              |
| --------- | ------------------------------------ |
| 1995—1997 | Саймон Даллоу / Элисон Мау           |
| 1998—2001 | Линда Кларк (англ. Linda Clark)      |
| 2001—2002 | Лиз Ганн (англ. Liz Gunn)            |
| 2003      | Саймон Даллоу                        |
| 2003—2004 | Эрик Янг / Кейт Хоксби               |
| 2005—2006 | Кейт Хоксби                          |
| 2007—2012 | Грег Бойд                            |
| 2013      | Мелисса Стокс (англ. Melissa Stokes) |
| 2013—     | Грег Бойд / Мириама Камо             |

## Соведущие
| Передача                  | Ведущий                                       | Соведущие |
| ------------------------- | --------------------------------------------- | --- |
| Breakfast                 | Элисон Пью (англ. Alison Pugh)                | Надин Чалмерс-Росс (англ. Nadine Chalmers-Ross), Мелисса Стокс (англ. Melissa Stokes), Венди Петри (англ. Wendy Petrie)       |
| Breakfast                 | Роудон Кристи (англ. Rawdon Christie)         | Питер Уильямс (англ. Peter Williams), Грег Бойд (англ. Greg Boyed), Тим Уилсон (англ. Tim Wilson)                             |
| Breakfast News and Midday | Питер Уильямс или Надин Чалмерс-Росс          | Грег Бойд, Даниель Фаитауа, Брук Добсон (англ. Brooke Dobson)                                                                 |
| Te Karere                 | Скотт Моррисон (англ. Scott Morrison)         | Тини Молиньё (англ. Tini Molyneux)                                                                                            |
| ONE News At 6 — будни     | Саймон Даллоу (англ. Simon Dallow)            | Питер Уильямс, Грег Бойд, Роудон Кристи                                                                                       |
| ONE News At 6 — будни     | Венди Петри                                   | Бернадин Оливер-Керби (англ. Bernadine Oliver-Kerby), Мириама Камо (англ. Miriama Kamo), Мелисса Стокс (англ. Melissa Stokes) |
| ONE News At 6 — выходные  | Питер Уильямс                                 | Корин Данн (англ. Corin Dann), Джек Тейм (англ. Jack Tame), Грег Бойд, Роудон Кристи                                          |
| ONE News At 6 — выходные  | Бернадин Оливер-Керби                         | Мириама Камо, Мелисса Стокс, Пиппа Ветзель                                                                                    |
| ONE News At 6 - Sport     | Эндрю Савилль или Дженни-Мей Коффин           | Тони Стрит, Дженни-Мей Коффин, Эндрю Савилль                                                                                  |
| ONE News At 6 - Weather   | Джим Хики или Карен Олсен (англ. Karen Olsen) | Рени Райт (англ. Renee Wright) или Сэм Уоллес (англ. Sam Wallace)                                                             |
| Seven Sharp               | Тони Стрит                                    | Хизер Ду Плессис-Аллан (англ. Heather du Plessis-Allan), Стейси Моррисон                                                      |
| Seven Sharp               | Джесси Маллиган (англ. Jesse Mulligan)        | Тамати Коффи |
| Seven Sharp               | Майк Хоскинг                                  | Тамати Коффи или Стейси Моррисон                                                                                              |
| ONE News Tonight          | Грег Бойд                                     | Мелисса Стокс, Мириама Камо, Рени Райт                                                                                        |
| Q+A                       | Сьюзан Вуд (англ. Susan Wood)                 | Корин Данн |

## Корреспонденты ONE News
В списке перечислены репортёры и корреспонденты TVNZ News, Good Morning, 20/20, Q&A, Fair Go, Sunday, Te Karere, Marae Investigates и Seven Sharp. На компанию TVNZ работает один из самых многочисленных коллективов репортёров и корреспондентов в стране. Сотрудники размещаются как на территории Новой Зеландии, так и в других странах.
| Имя, Фамилия                                | Передача  | Должность                       | Бюро                                      |
| ------------------------------------------- | --------- | ------------------------------- | ----------------------------------------- |
| Марк Крайселл (англ. Mark Crysell)          | ONE News  | Репортёр                        | Окленд                                    |
| Николь Бремнер (англ. Nicole Bremner)       | ONE News  | Репортёр                        | Окленд                                    |
| Лиза Оуэн (англ. Lisa Owen)                 | ONE News  | Репортёр                        | Окленд                                    |
| Донна Мари-Левер (англ. Donna Marie-Lever)  | ONE News  | Репортёр                        | Крайстчерч                                |
| Пол Хоббс (англ. Paul Hobbs)                | ONE News  | Репортёр                        | Окленд                                    |
| Уилл Хайн (англ. Will Hine)                 | ONE News  | Репортёр                        | Окленд                                    |
| Эми Келли (англ. Amy Kelley)                | ONE News  | Репортёр                        | Окленд                                    |
| Элисон Пью (англ. Alison Pugh)              | ONE News  | Репортёр                        | Окленд                                    |
| Рут Уинн-Уильямс (англ. Ruth Wynn-Williams) | ONE News  | Репортёр                        | Окленд                                    |
| Кейт Линч (англ. Kate Lynch)                | ONE News  | Репортёр                        | Окленд                                    |
| Брук Добсон (англ. Brooke Dobson)           | Breakfast | Репортёр                        | Окленд                                    |
| Мэтт Маклин (англ. Matt McLean)             | ONE News  | Репортёр                        | Окленд                                    |
| Рени Грэм (англ. Renee Graham)              | ONE News  | Репортёр                        | Веллингтон                                |
| Саймон Брадуэлл (англ. Simon Bradwell)      | ONE News  | Репортёр                        | Веллингтон                                |
| Ребекка Эдвардс (англ. Rebecca Edwards)     | ONE News  | Репортёр                        | Веллингтон                                |
| Даниель Фаитауа (англ. Daniel Faitaua)      | ONE News  | Репортёр                        | Веллингтон                                |
| Стивен Стюарт (англ. Stephen Stuart)        | ONE News  | Спортивный комментатор          | Веллингтон                                |
| Джеймс Рансли (англ. James Ransley)         | Breakfast | Репортёр                        | Веллингтон                                |
| Ана Оликан (англ. Ana Olykan)               | ONE News  | Репортёр                        | Крайстчерч                                |
| Джой Рейд (англ. Joy Reid)                  | ONE News  | Репортёр                        | Крайстчерч                                |
| Блэйр Нортон (англ. Blair Norton)           | ONE News  | Спортивный комментатор          | Крайстчерч                                |
| Лейси Уилсон (англ. Lacey Wilson)           | Breakfast | Репортёр                        | Крайстчерч                                |
| Макс Баниа (англ. Max Bania)                | ONE News  | Репортёр                        | Данидин                                   |
| Меган Мартин (англ. Megan Martin)           | ONE News  | Репортёр                        | Данидин                                   |
| Цехай Тиффин (англ. Tsehai Tiffin)          | ONE News  | Репортёр (фрилансер)            | Куинстаун                                 |
| Джон Ньютон (англ. John Newton)             | ONE News  | Репортёр                        | Палмерстон-Норт / центр Северного острова |
| Гарт Брэй (англ. Garth Bray)                | ONE News  | Корреспондент                   | Лондон                                    |
| Джек Тейм (англ. Jack Tame)                 | ONE News  | Корреспондент                   | Нью-Йорк                                  |
| Барбара Дривер (англ. Barbara Dreaver)      | ONE News  | Корреспондент                   | Тихоокеанский регион                      |
| Стив Маршалл (англ. Steve Marshall)         | ONE News  | Корреспондент                   | Австралия                                 |
| Корин Данн (англ. Corin Dann)               | ONE News  | Политический редактор           | Веллингтон                                |
| Джессика Матч (англ. Jessica Mutch)         | ONE News  | Политический обозреватель       | Веллингтон                                |
| Майкл Паркин (англ. Michael Parkin)         | ONE News  | Политический обозреватель       | Веллингтон                                |
| Мартин Таскер (англ. Martin Tasker)         | ONE News  | Спортивный комментатор          | TVNZ                                      |
| Крейг Стэнауэй (англ. Craig Stanaway)       | ONE News  | Спортивный комментатор          | TVNZ                                      |
| Стивен Стюарт (англ. Stephen Stuart)        | ONE News  | Спортивный комментатор          | TVNZ                                      |
| Блейр Нортон (англ. Blair Norton)           | ONE News  | Спортивный комментатор          | TVNZ                                      |
| Эбби Скотт (англ. Abby Scott)               | ONE News  | Спортивный комментатор          | TVNZ                                      |
| Кимберли Даунс (англ. Kimberlee Downs)      | ONE News  | Спортивный комментатор          | TVNZ                                      |
| Лорелей Мейсон (англ. Lorelei Mason)        | ONE News  | Метеообозреватель               | Крайстчерч                                |
| Джоанна Ханкин (англ. Joanna Hunkin)        | ONE News  | Обозреватель культурных событий | Окленд                                    |

### Новостные ресурсы One News
- ABC News
- ABC News (Австралия)[англ.]
- BBC News
- Nine News[англ.]